# Ellenton, Florida
Ellenton är en så kallad census-designated place i Manatee County i Florida. Vid 2010 års folkräkning hade Ellenton 4 275 invånare.